# 中国人民解放军保密委员会
中国人民解放军保密委员会，是中国人民解放军全军的保密委员会。

## 简介
中国人民解放军保密委员会是由中央保密委员会领导的全军保密委员会。
1951年6月4日，中央人民政府人民革命军事委员会颁发《保守国家军事机密暂行条例》。1963年10月12日，中华人民共和国国防部颁发《中国人民解放军保守国家机密条例》。1978年1月18日，中央军委予以重新修订颁发。
1986年11月27日，中央军委发布施行《中国人民解放军保密条例》共8章36条。1996年3月24日，中央军委发布施行新的《中国人民解放军保密条例》。其中第六条规定：“全军团以上单位设立保密委员会，中国人民解放军保密委员会主管全军的保密工作，各单位的保密委员会主管本单位的保密工作。保密委员会的日常工作由保密委员会的工作机构承办。”2011年，中央军委主席胡锦涛签署命令，发布新修订的《中国人民解放军保密条例》，自2011年5月1日起施行。
1990年12月13日，中共中央转发《中共中央保密委员会关于高级干部保守党和国家秘密的规定》，其中第九条规定：“军队高级干部保守党和国家秘密的规定，由解放军保密委员会参照本规定制定。”
2000年代初，中国人民解放军保密委员会制定了“十五”期间军队保密工作发展计划，并且组织编发《军队保密工作基础教程》、《信息安全保密概论》等教材，把保密教育正式纳入到军事院校教学和机关、部队政治教育计划中；颁发了一系列保密规章制度；将保密干部培训工作纳入全军院校训练任务规划；建立保密学科体系；开展了保密防护、检查检测技术的研究和推广；认真查处失泄密案件。
2005年12月8日，中国人民解放军保密委员会颁发《中国人民解放军文职人员保密管理暂行规定》。
2007年，由中国人民解放军保密委员会办公室组织编写的中国军队第一部军事保密理论专著《军事保密学》由军事科学出版社出版发行。
2010年，中国人民解放军保密委员会颁发了《中国人民解放军严密防范网络泄密“十条禁令”》。经中国人民解放军保密委员会批准，2011年5月11日至13日全军保密条例集训在北京举办。
2012年，中国人民解放军保密委员会专家组在北京成立。

## 历任主任
……
- 徐惠滋中将（1985年—1995年，副总参谋长兼）[13]
- 钱树根中将（1995年—2004年，副总参谋长兼）
- 吴胜利中将（2004年—2006年，副总参谋长兼）[14][15]
- 张黎中将（2006年—2009年，副总参谋长兼）[16]
- 孙建国中将（2009年—2013年，副总参谋长兼）[12]
- 王宁中将（2013年—2014年，副总参谋长兼）[17]

## 办事机构
中国人民解放军保密委员会的办事机构是中国人民解放军保密委员会办公室，原先设在中国人民解放军总参谋部办公厅。2016年，在深化国防和军队改革中，中国人民解放军总参谋部办公厅撤销，中国人民解放军保密委员会办公室可能改设在中央军委办公厅保密和档案局。